# NGC 3521
| Galáxia espiral NGC 3521 |                                                                      |
|                          |                                                                      |
| Dados do catálogo:       |                                                                      |
| Classificação do objeto: | Sb II                                                                |
| Brilho superficial       | 13,5                                                                 |
| Massa (Sol=1)            | ----                                                                 |
| Outras denominações:     | UGC 6150, MCG+00-28-030, CGCG 010.074, H I-13, h 818, PGC 33550, etc |

NGC 3521 é uma galáxia espiral localizada a cerca de vinte e oito milhões de anos-luz (aproximadamente 8,584 megaparsecs) de distância na direção da constelação de Leão. Possui uma magnitude aparente de 9,2, uma declinação de -00º 02' 06" e uma ascensão reta de 11 horas, 05 minutos e 48,9 segundos.
Segundo a classificação morfológica de SAB (rs) bc, que indica NGC 3521 sendo uma galáxia espiral com anel interno fraco e moderada à vagamente ferida estrutura de braço (bc).